# Giorgio Gusso
Giorgio Gusso (Treviso, 4 maggio 1932 – Roma, 4 luglio 1998) è stato un attore e doppiatore italiano.

## Biografia
Nel 1947 faceva già parte della compagnia di Cesco Baseggio. Ha recitato in diverse rappresentazioni goldoniane data la sua padronanza nel dialetto veneto.
Doppiatore in esclusiva della SAS, ha doppiato il personaggio di Grig nel film Giochi stellari ed è ricordato soprattutto per aver dato la voce al personaggio del drago Fumè nel cartone animato Grisù il draghetto di Toni Pagot.

## Filmografia parziale
- Coralba, regia di Daniele D'Anza (1970)
- Il segno del comando, regia di Daniele D'Anza (1971)
- Qui squadra mobile, regia di Anton Giulio Majano (1975)

## Doppiaggio
- Robert Mitchum in Gli ultimi fuochi, Poliziotto privato: un mestiere difficile e Marlowe indaga
- John Vernon in Il texano dagli occhi di ghiaccio
- Harry Guardino in Cielo di piombo, ispettore Callaghan
- Leslie Nielsen in Creepshow
- Rip Torn in Ricercati: ufficialmente morti
- Dan O'Herlihy in Giochi stellari
- Michael Constantine in La nave dei dannati
- Giorgio Trestini in Buttiglione diventa capo del servizio segreto
- Alan Oppenheimer in La storia infinita
- Scooby Doo in Scooby-Doo e Scrappy-Doo, Le allegre avventure di Scooby-Doo e i suoi amici
- Ned Beatty in Un tranquillo weekend di paura
- Dana Elcar in MacGyver
- Hans Meyer in Rosso sangue
- Robert Wall in I 3 dell'Operazione Drago
- Tetsuaki Kuroda in In principio: Storie dalla Bibbia
- Michael Gough in L'ora di Agatha Christie
- Frank Salsedo in Creepshow 2
- Cesar Romero in Latitudine zero
- John Ireland in Salon Kitty
- Eolo Capritti in La cameriera nera
- Peter Vaughan in Delitto di stato
- Milo O'Shea in Oscar insanguinato
- Terence Cooper in Su e giù per i Caraibi
- Artro Morris in 1972: Dracula colpisce ancora!
- Carlos Rivas in Topaz
- Isaac Hayes in 1997: Fuga da New York
- Patrick Stewart in Star Trek: Deep Space Nine
- John Peakes in La casa 2
- Bolo Yeung in Cinque dita di violenza
- William J. Devany in La casa 3 - Ghosthouse
- Frank Cammarata in La casa 4
- Ben Johnson in Terror Train
- Richard Dysart in Il cavaliere pallido
- James Gregory in L'altra faccia del pianeta delle scimmie
- Jack Weston in Cuba
- Michael Hordern in Cimbelino
- Pat Hingle in Coraggio... fatti ammazzare
- Capitano Haddock in Le avventure di Tin Tin
- Maurice Ronet in Commissariato di notturna
- Tony Mockus Jr. in F.I.S.T.
- Robert Morley in Hugo l'ippopotamo
- Roland Bertin in Charlotte for Ever
- Bill Holliday in Corda tesa
- Raymond Pellegrin in Mission Eureka
- Bud Abbott in Gianni e Pinotto
- Jonathan Winters in Riprendiamoci Forte Alamo!
- Fred Gwynne in Cotton Club
- Jacques Seiler in Cinque matti al servizio di leva
- Spiros Focas in Nina
- George A. Cooper in Billy il bugiardo
- Michael Sergio in Quando si ama